# Ancistrachne
Ancistrachne es un género de plantas de la familia de las poáceas. Es originario de Filipinas, este de Australia y Nueva Caledonia. Comprende 4 especies descritas y   aceptadas.

## Taxonomía
El género fue descrito por Stanley Thatcher Blake y publicado en Papers from the Department of Biology, University of Queensland Papers 1(19): 4. 1941. La especie tipo es: Ancistrachne uncinulata (R.Br.) S.T.Blake
Etimología
El nombre del género proviene del griego (Ancistrus) = para decorar con púas, y (achne) cáscara o glumas, refiriéndose a los pelos enganchados a menudo en las glumas. 

## Especies aceptadas
A continuación se brinda un listado de las especies del género Ancistrachne aceptadas hasta abril de 2014, ordenadas alfabéticamente. Para cada una se indica el nombre binomial seguido del autor, abreviado según las convenciones y usos.

## Especies
- Ancistrachne ancylotricha (Quisumb. & Merr.) S.T.Blake
- Ancistrachne maidenii (A.A.Ham.) Vickery
- Ancistrachne numaeensis (Balansa) S.T.Blake
- Ancistrachne uncinulata (R.Br.) S.T.Blake